# La Grosse Bertha
Pour les articles homonymes, voir La Grosse Bertha (homonymie).
La Grosse Bertha était un hebdomadaire satirique français créé en 1991 par opposition à la guerre du Golfe. Son éditeur et directeur de publication était Jean-Cyrille Godefroy et son premier rédacteur en chef était François Forcadell. Le titre de cette parution est un pied de nez anti-militariste, la Grosse Bertha étant le nom d'une pièce d'artillerie.

## Historique
L'équipe rédactionnelle comprenait des humoristes comme François Rollin, Philippe Val, Kafka, Jean-Jacques Peroni, Patrick Font, Kleude, Fredo Manon Troppo (Frédéric Pagès), Oncle Bernard (Bernard Maris), Gérard Biard, Docteur H (Hervé Le Tellier), Xavier Pasquini, ainsi que des anciens de Charlie Hebdo comme Arthur, Cabu, Willem (qui signa la première Une), Georges Wolinski, Gébé, et Siné. Parmi les premiers dessinateurs il y avait aussi : Tignous, Honoré, Bernar, Lefred Thouron, Cardon, Gorce, Kerleroux, Pessin, Loup, Faujour, Jiho, Berth, Samson, Riss, Charb.
Le journal subit en 1992 une scission d'une partie de sa rédaction, Philippe Val entraînant Cabu et plusieurs autres collaborateurs et dessinateurs pour reformer Charlie Hebdo. Pour tenter de sauver le journal et de survivre face à Charlie-hebdo, Jean-Cyril Godefroy, l'éditeur, s'associe avec professeur Choron et son équipe pour fabriquer un Hara-kiri hebdomadaire, sous un nouveau titre "Hara-Kiri Le journal de l'Europe à feu et à sang" avec indiqué sur le côté du titre "Prolongement hebdomadaire de La Grosse Bertha". Dix numéros seront édités à partir du N°1 correspondant au N°99 de La Grosse Bertha. Parmi les dessinateurs composant cette équipe, Philippe Vuillemin, Lefred-Thouron, Charlie Schlingo, Kafka, Rosse, Hugot, Nicoulaud, Lerouge, Fawzi et Dimitri. Au côté des caricaturistes, collaboraient pour les textes, le professeur Choron, Jackie Berroyer, Arthur (Henri Montant), Anne Vergne, Jeanne Foly, etc. Finalement La Grosse Bertha disparaît un an plus tard, malgré cette tentative. 
En 1999, à l'occasion de la guerre du Kosovo et sous l'impulsion du collectif « Non à la guerre », Jean-Cyrille Godefroy fait reparaître le journal le temps d'un numéro spécial. Cela occasionna une polémique car certains membres du collectif tels Laurent Ozon et Charles Champetier appartenaient à la Nouvelle Droite[réf. nécessaire].

## Source pour les informations bibliographiques
1. ↑  Caricatures et caricature

- Notice bibliographique no FRBNF34437634, catalogue général, Bibliothèque nationale de France.